# Rosie Jiménez
Rosie Jiménez (5 de agosto de 1950 - 3 de octubre de 1977), también conocida como Rosaura Jiménez, es la primera mujer que se sabe que murió en los Estados Unidos debido a un aborto inseguro después de que se aprobó la Enmienda Hyde. La Enmienda de 1977 cortó los fondos de Medicaid para abortos seguros supervisados por un médico. Al no poder pagar un aborto seguro y legal en una clínica, Jiménez buscó un aborto más barato e inseguro. Murió a los 27 años a causa de una infección en McAllen, Texas. En ese momento, ella era estudiante y habría obtenido una licencia de maestra en seis meses, además de madre soltera de una hija de cuatro años.

## Biografía

### Primeros años de vida
Jiménez nació en McAllen, Texas, en una gran familia mexicana-estadounidense. Tenía 11 hermanos, aunque algunos murieron jóvenes, incluyendo su gemelo.Antes de su muerte, obtuvo su prueba de equivalencia de la escuela secundaria y asistió a la Universidad Panamericana. Se convirtió en madre soltera cuando tenía 20 años y, cuando falleció, tenía una hija de cuatro años llamada Monique.Esperaba convertirse en maestra de educación especial.

### Muerte
En 1976, la Enmienda Hyde restringió los fondos de Medicaid para abortos. El costo típico de un aborto en McAllen en ese momento era de USD $230 sin seguro, algo que muchas personas no podían pagar.
En septiembre de 1977, Rosie abortó gracias a una partera sin licencia en McAllen. Como resultado del procedimiento, contrajo una infección por la bacteria Clostridium perfringens. Después de pasar siete días en cuidados intensivos, murió por insuficiencia orgánica el 3 de octubre de 1977.

## Legado
Un mes después de su muerte, el New York Times publicó un editorial que señalaba a Rosie Jiménez como la «primera víctima» que vinculaba la causa de la muerte de Jiménez con el recorte de fondos de Medicaid para el aborto. El editorial decía: «La mujer muerta llevaba una tarjeta de Medicaid, pero poco le sirvió. El 4 de agosto, el gobierno federal había dejado de pagar los abortos para las personas de bajos recursos a menos de que la vida de la madre estuviera en peligro».
Un álbum recopilatorio de 1995 publicado por 550 Music/Epic Records llamado Spirit of '73: Rock For Choice fue elaborado por el grupo activista Feminist Majority, y las notas indican que las ganancias del álbum se destinaron a apoyar la campaña de Becky Bell /Rosie Jiménez para «para levantar las leyes de consentimiento y las restricciones de fondos federales que están obligando a las mujeres jóvenes a recurrir a abortos clandestinos». 
Desde 1995, el Abortion Access Project ha organizado el Día de Rosie Jiménez cada 3 de octubre, así como también ha patrocinado charlas y otros eventos cada año de ese mes para recordarla.

### La Ley de Rosie
En marzo de 2023, la senadora estatal de Texas Sarah Eckhardt y la representante estatal Sheryl Cole presentaron la Ley de Rosie. La ley ampliaría la cobertura de Medicaid para incluir la atención del aborto y los anticonceptivos, y levantaría una prohibición de 2017 sobre la cobertura de la atención del aborto por parte de planes de seguro privados.